# Aspidiphorus dravida
Aspidiphorus dravida es una especie de coleóptero de la familia Sphindidae.

## Distribución geográfica
Habita en la India.